# 基本群

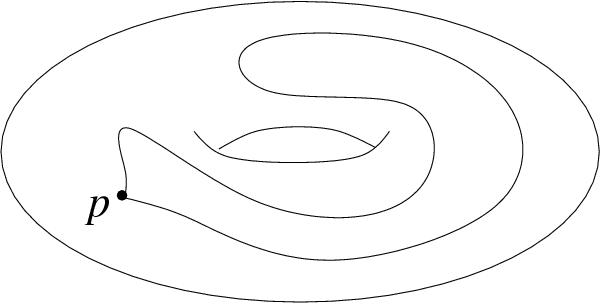
トーラス上の点 p を始点と終点にもつループ

数学、特に代数トポロジーにおいて、基本群（きほんぐん、英: fundamental group）とは、ある固定された点を始点と終点にもつふたつのループが互いに連続変形可能かを測る点付き位相空間に付帯する群である。直観的には、それは位相空間にある穴についての情報を記述している。基本群はホモトピー群の最初で最も単純な例である。基本群は位相不変量である。つまり同相な位相空間は同じ基本群を持っている。
基本群は被覆空間の理論を用いて研究することができる。なぜなら、基本群は元の空間に付帯する普遍被覆空間の被覆変換群に一致するからである。基本群のアーベル化は、その空間の第一ホモロジー群と同一視することできる。位相空間が単体複体に同相のとき、基本群は群の生成子と関係式のことばで明示的に記述することができる。
基本群はアンリ・ポアンカレによって1895年に論文"Analysis situs"で定義された。ベルンハルト・リーマンとポアンカレとフェリックス・クラインの仕事でリーマン面の理論において基本群の概念が現れた。基本群は閉曲面の位相的な完全な分類を提供するだけでなく、複素関数のモノドロミー的性質の記述もする。

## 直感的説明
空間（例えば、曲面）とその中の点があり、この点を始点と終点とするすべてのループ — この点を始点とし周囲を巡り最終的に始点に戻ってくる道 — を考える。2つのループは明らかな方法でつなげることができる、すなわち第一のループに沿って移動してから、第二のループに沿って移動する。2つのループは、ループを壊すことなく一方から他方へ変形できるときに同値であると考える。すべてのそのようなループの集合にこの方法で合成と同値関係を入れたものがその空間の基本群である。

## 定義
X を位相空間、x0 を X の点とする。x0 を基点とするループと呼ばれる連続写像
{\displaystyle f\colon [0,1]\to X,\quad f(0)=x_{0}=f(1)}
の集合に注目する。基点 x0 を持つ X の基本群は、この集合をホモトピー h で割った集合
{\displaystyle \{f\colon [0,1]\to X:f(0)=x_{0}=f(1)\}/h}
に、群の乗法を次のように与えたものである。
{\displaystyle (f\ast g)(t)={\begin{cases}f(2t)&0\leq t\leq {\tfrac {1}{2}}\\g(2t-1)&{\tfrac {1}{2}}\leq t\leq 1\end{cases}}.}
したがってループ f ∗ g はまずループ f を「2倍の速度」で回り、次にループ g を 2倍の速度で回る。2つのループのホモトピー類 [f] と [g] の積は、[f ∗ g] と定義され、この積は代表元の取り方に依らないことを示すことができる。
x0 を基点とするループのすべてのホモトピー類の集合に上記の積を考えたものが、点 x0 における X の基本群をなし、この基本群を
{\displaystyle \pi _{1}(X,x_{0}),}
あるいは、単に π(X, x0) と書く。単位元は基点に留まる定数写像で、ループ f の逆元は g(t) = f(1 − t) で定義されるループ g である。すなわち、g は f の逆向きのループである。
基本群は一般的には基点の選択に依存しているが、空間 X が弧状連結である限り、同型を除いて（実は内部自己同型の違いを除いて）、この選択は何の差異ももたらさない。したがって弧状連結空間に対し、群の同型類だけに興味がある場合にはいつでも、曖昧さなしで π1(X, x0) の代わりに π1(X) と書くことができる。

## 例
自明な基本群
n次元ユークリッド空間 Rnや Rn 内の任意の凸集合に対して、ループのホモトピー類が唯一つあり、したがって基本群はひとつの元からなる自明な群である。自明な基本群を持つ弧状連結な空間を単連結空間と呼ぶ。
無限巡回群になる基本群
例は円であり、各々のホモトピー類はある与えられた回数（周る方向によって正にも負にもなりうる）円の周りを周ったすべてのループからなる。m 回巻き付いているループと n 回巻き付いているループの積は、m + n 回巻き付いているループとなる。従って、円の基本群は整数の加法群 (Z, +) に同型である。この事実は、 2次元のブラウアーの不動点定理やボルスーク・ウラムの定理の証明に使うことができる。
基本群はホモトピー不変量であるので、複素平面から一点を除いた空間の回転数の理論は、円（の基本群）と同じとなる。
高次ランクの自由群
位相空間に付帯するホモロジー群や高次ホモトピー群とは異なり、基本群は可換である必要はない。例えば、8の字の基本群は、2つの生成元から生成される自由群である。より一般的に、任意のグラフの基本群は、自由群である。グラフ G が連結であれば、自由群のランクは全域木に入っていない辺の数に等しい。
n 個の穴のあいた平面の基本群も、n 個の生成子を持つ自由群で、i 番目の生成子は i 番目の穴の周りを回り他のどの穴の周りも回らないループの類である。
結び目理論
非可換基本群を持つもう少し複雑な空間の例は、R3 の中の三葉結び目の補空間であり、この場合はブレイド群 {\displaystyle B_{3}} であることが知られている。

## 関手性
f : X → Y を連続写像とし、x0 ∈ X と y0 ∈ Y は f(x0) = y0 とすると、基点 を x0 とする X の任意のループは、f と 組み合わせて y0 を基点とする Y のループを構成することができる。この操作は、ホモトピー同値関係およびループの合成と整合性を持っている。得られる群準同型は、誘導された準同型写像と呼ばれ、π(f) と書く。あるいはより一般的には、
{\displaystyle f_{*}:\pi _{1}(X,x_{0})\to \pi _{1}(Y,y_{0}).}
とも書かれる。この連続写像から群準同型への写像は、恒等写像および写像の結合と整合性を持っている。言い換えると、（この準同型は、）点付き空間の圏から群の圏への関手である。
この関手は、基点と相対的にホモトピックである写像を区別することはできないことが分かる。f, g : X → Y が連続写像で、f(x0) = g(x0) = y0 であり、f と g は {x0} と相対的にホモトピックであれば、f∗ = g∗ となる。結局、2つのホモトピー同値な弧状連結空間は同型な基本群を持つ。
{\displaystyle X\simeq Y\implies \pi _{1}(X,x_{0})\cong \pi _{1}(Y,y_{0}).}
重要で特別な場合として、X が弧状連結であれば、いかなる 2つの異なる基点も同型な基本群を与え、同型は与えられた 2つの基点の間の経路を選択することで与えられる。
基本群の関手は、積を群の直積へ、余積を余積へ写像する。すなわち、X と Y が弧状連結であれば、
{\displaystyle \pi _{1}(X\times Y)\cong \pi _{1}(X)\times \pi _{1}(Y)}
と
{\displaystyle \pi _{1}(X\vee Y)\cong \pi _{1}(X)*\pi _{1}(Y)}
が成り立つ。（後者の公式では、{\displaystyle \vee } は位相空間のウェッジ和を表し、* は群の自由積を表す。）双方の公式は任意の積に対して一般化することができる。さらに後者の式は、ザイフェルト–ファン・カンペンの定理の特別な場合になっている。ここでザイフェルト–ファン・カンペンの定理は、基本群の関手が包含写像に沿った押し出し(pushout)を押し出しに写すという定理である。

## ファイブレーション
空間の積の一般化は、ファイブレーションにより与えられる。
{\displaystyle F\to E\to B.}
ここに全空間 E は、底空間 B とファイバー(fiber) F の｢ツイストした積」の一種である。一般に、B, E, F の基本群は、高次ホモトピー群を含むファイブレーションの長完全系列の項である。空間がすべて連結のとき、この系列は次の基本群についての結果をもたらす。
- F が単連結であれば、π1(B) と π1(E) は同型である。
- E が可縮であれば、πn+1(B) と πn(F) は同型である。

後者の式は、しばしば次のような状況へ応用される。E を B の道 (位相空間論)の空間、F を B のループ空間とするか、もしくは、B を 位相群 G の分類空間 BG とし、E を普遍 G-バンドル EG とする。

## 1次のホモロジー群との関係
位相空間 X の基本群は、ループは特異 1-サイクルでもあるので、1次の特異ホモロジー群と関連している。基点を x0 とする各々のループのホモトピー類をループのホモロジー類へ写像することは、基本群 π1(X, x0) からホモロジー群 H1(X) への準同型を与える。X が弧状連結であれば、この準同型は全射で、その核は、π1(X, x0) の交換子部分群であり、従って H1(X) は π1(X, x0) のアーベル化に同型である。これは代数トポロジーのフレヴィッツの定理の特別な場合である。

## 普遍被覆空間
X が弧状連結な位相空間であり、局所弧状連結で局所単連結であれば、X は単連結な普遍被覆空間を持ち、その上で基本群 π(X,x0) は商空間 X に、被覆変換により自由に作用する。この空間は、ペア (x, γ) をとることで、基本群と同様に構成することができる。ここに x は X の点であり、γ は x0 から x への道のホモトピー類で、π(X, x0) の作用は経路を足すことによる。この空間は一意な被覆空間として決まる。

### 例
円
円 S1 の普遍被覆は、直線 R で、S1 = R/Z を得る。よって、任意の基点 x について、π1(S1,x) = Z となる。
トーラス
前の例である 2つの円のカルテシアン積をとることにより、トーラス T = S1 × S1 の普遍被覆は平面 R2 である。T = R2/Z2 を得る。このようにして、π1(T,x) = Z2 が基点 x について成り立つ。
同様にして、n-次元のトーラスの基本群は、 Zn となる。
実射影空間
n ≥ 1 に対し、n-次元実射影空間 Pn(R) は、n-次元球面 Sn を中心対称性で割って Pn(R) = Sn/Z2 求められる。n-球面 Sn は n ≥ 2 では単連結なので、実射影空間の普遍被覆であることが結論づけられる。このようにして、Pn(R) の基本群は、 n ≥ 2 に対して Z2 である。
リー群
G が連結かつ単連結なコンパクトリー群とする。例えば、G を特殊ユニタリ群 SU(n) とし、Γ を G の有限部分群としよう。すると、等質空間 X = G/Γ は基本群 Γ を持つ。Γ は右から乗法的に普遍被覆空間 G の上に作用する。この構成には多くの種類があるが、最も重要な構成は局所対称空間 {\displaystyle X=\Gamma \backslash G/K} である。ここでは、 
- G は非コンパクト単連結、連結なリー群（しばしば、半単純）
- K は G の極大コンパクト部分群
- Γ は G の離散かつ可算なねじれのない部分群

が成り立つ。
この場合には、基本群は Γ であり、普遍被覆空間 G/K は可縮である（リー群のカルタン分解による）。
例では、G = SL(2, R), K = SO(2) で、Γ はモジュラー群 SL(2, Z) の任意のねじれのない合同部分群である。
明らかにわかるように、弧状連結な位相空間である普遍被覆空間 H が、再び、弧状連結な位相群 G である。さらに、被覆写像は G から H の上への連続で開準同型であり、核は Γ で、G の閉じた離散正規部分群である。
{\displaystyle 1\to \Gamma \to G\to H\to 1.}
G は連結群で離散群 Γ 上の共役により連続作用を持っているので、自明に作用するはずで、従って、Γ は G の中心の部分群となっているはずである。特に、π1(H) =  Γ は可換群で、このことも被覆空間を使うことなしに容易に直接わかる。群 G は H の普遍被覆群と呼ばれる。
普遍被覆群が示唆しているように、位相群の基本群と群の中心とは類似関係にあり、このことは被覆群の束に詳しく記載されている。

## 単体複体の辺ループ群
連結な単体複体 X の辺道は、X の辺で繋がれた頂点の鎖として定義される。ふたつの辺道が辺同値とは、一方の辺道が他方の辺道から、その適当な辺を X 内の三角形の二つの対辺で置き換える操作を連続的に行って得られるときに言う。X の固定した頂点 v における辺ループとは、v を始点かつ終点とする辺道を言う。辺ループ群 E(X, v) は、v における辺ループの辺同値類全体の成す集合として定義され、積や逆元は辺ループの連接と逆転により定義される。
辺ループ群は X の幾何学的実現 |X| の基本群 π1(|X|, v) に自然同型となる。辺ループの各同値類は、X の2-スケルトン X2（つまり、X の頂点、辺、三角形）にしか依らないから、二つの群 π1(|X|, v) と π1(|X2|, v) は同型である。
辺ループ群は生成元と基本関係を用いて陽に書き表せる。T が X の1-スケルトンにおける極大全域木ならば、T に現れない X の有向辺道を生成元とし、X 内の三角形に対応する辺同値を基本関係とする群に E(X, v) は自然同型になる。同様な結果は、T を X の任意の単連結—特に可縮な—部分複体に取り換えても成立する。これはしばしば、基本群を計算する実用的な方法を与え、また、任意の有限表示群が有限単体複体の基本群として生じることを示すための利用できる。これは（その基本群によって分類される）位相的曲面に対して用いられる古典的方法のひとつでもある。
有限連結単体複体 X の普遍被覆空間は、辺道を用いて単体複体として直接に記述できる。その頂点は X の頂点 w と v から w への辺道の辺同値類 γ との順序対 (w, γ) である。(w, γ) を含む k-単体は自然に w を含む k-単体に対応する。k-単体の別の頂点 u は辺 wu を、従って連接により v から u への新しい道 γu を与える。点 (w, γ) および (u, γu) は、普遍被覆空間へ「送られた」単体の頂点である。辺ループ群は連接により普遍被覆空間に自然に作用して、その作用は普遍被覆空間の単体構造を保ち、かつその作用による普遍被覆空間の商は X にちょうど一致する。
よく知られているように、この方法は任意の位相空間の基本群を計算することにも使われる。このことは疑いなく、エデュアール・チェックとジャン・ルレイにより知られていて、明らかには論文 Weil (1960) の中に注意として記載されていて、L. Calabi, W-T. Wu や N. Berikashvili といった多くの著者により証明が与えられている。被覆の中の有限個の開集合の空でない共通部分がいつでも可縮となるような有限な開被覆を持つコンパクト空間 X の最も単純なケースでは、基本群は開被覆の脈体(nerve of the covering)に対応する単体複体の辺ループ群と同一視することができる。

## 実現性
- すべての群は、2 次元（もしくはより高次元）の連結なCW複体として実現することができる[2]。上記で注意したように、自由群でさえ、1-次元のCW複体の基本群として現れる（つまりグラフである）。

- すべての有限表示された群は、4 次元（もしくは、それ以上の高次元の）コンパクトな連結微分可能多様体の基本群として実現できる。（一方でコンパクトな位相多様体の基本群は有限表示されることが証明できる[3]。）しかし、低次元の多様体の基本群として実現されるには、厳しい制限がある。例えば、ランク 4 もしくはそれ以上の自由アーベル群は、次元が 3 以下の多様体の基本群としては実現できない。

## 関連する概念
基本群は、空間の 1-次元の穴の構造を測る。「高次元の穴」の研究のためには、ホモトピー群が使われる。X の n-ホモトピー群の元は、Sn から X への（基点を保つ）写像のホモトピー類である。
特別な基点を持つループの集合は、ホモトピックなループを同値と考えずに研究される。この大きな対象は、ループ空間である。
位相群では、つなぎ合わせではなく各点における積によって、ループの集合に別の群の積を割り当てることもできる。この群がループ群である。

### 基本亜群
さらに、ひとつの基点を選んでホモトピー同値なループを考えるのではなく、空間の中の「すべて」の道のホモトピー類を考えることもできる（始点と終点は固定する）。これは群ではなく、亜群であり、空間の基本亜群となる。
さらに一般的に、幾何学的な状況に沿った選択をした基点の集合 A の上の基本亜群を考えることができて、例えば円周の場合は、共通部分が2つの連結成分を持つような、2つの連結開集合の合併として表現できるので、各成分の中から1つずつ基点を選択することができる。この理論が現れたのは、Topology and groupoidsとして現在は出版されている1968年と1988年の版で与えられ、被覆空間や軌道空間と関連する考え方も記載されている。

## 注
1. ↑  Poincaré, Henri (1895). “Analysis situs” (French). Journal de l'École Polytechnique. (2) 1:  1–123. Translated in Poincaré, Henri (2009). “Analysis situs”. Papers on Topology: Analysis Situs and Its Five Supplements. Translated by John Stillwell. pp. 18–99
2. ↑  Geoghegan, R. (2008). Topological Methods in Group Theory. p. 78. ISBN 978-0-387-74611-1. MR2365352. Zbl 1141.57001
3. ↑  Geoghegan, R. (2008). Topological Methods in Group Theory. p. 120. ISBN 978-0-387-74611-1. MR2365352. Zbl 1141.57001